# Міжнародний день кота
Міжнародний день кота — неофіційне міжнародне свято на честь котів. Відзначається 8 серпня. Започатковане 2002 року Міжнародним фондом захисту тварин. Цього дня котам дякують за їх заслуги, виказують своє шанування і любов. У 2020 році піклування про Міжнародний день котів перейшло до Міжнародної організації догляду за котами, неприбуткової британської організації, яка з 1958 року прагне покращити здоров'я та добробут домашніх котів у всьому світі.